# Rejon szczuczyński
Rejon szczuczyński (biał. Шчу́чынскі раён, Szczuczynski rajon, ros. Щу́чинский райо́н, Szczuczinskij rajon) – rejon w zachodniej Białorusi, w obwodzie grodzieńskim.
Największe miejscowości w rejonie: Żołudek, Wasiliszki, Różanka, Ostryna.
W Szczuczynie mieści się dawny klasztor Bernardynów, kościół pod wezwaniem św. Teresy.
W tym powiecie znajduje się miejscowość Stare Wasiliszki, w której urodził się Czesław Niemen.

## Geografia
Rejon szczuczyński ma powierzchnię 1911,54 km². Lasy zajmują powierzchnię 665,86 km², bagna 64,44 km², obiekty wodne 28,13 km².

## Skład etniczny
- Polacy – 52,9%
- Białorusini – 41,1%
- Rosjanie – 5,4%
- inni – 1%